# Волфганг Зигмунд фон Лозенщайн
Волфганг Зигмунд фон Лозенщайн (на немски: Wolfgang Sigmund Graf von Losenstein; * ок. 1570; † 19 март 1626, Виена) е благородник от стария род Лозенщайн в Горна Австрия, господар на Лозенщайн и на Гшвент, дворцов маршал на императорите Матиас и Фердинанд II, издигнат на имперски граф на 25 май 1623 г. в Регенсбург.

## Живот
Той е син на Дитмар V фон Лозенщайн († 1577), щатхалтер на Горна Австрия, и третата му съпруга фрайин Хелена фон Херберщайн (1546 – 1615), дъщеря на фрайхер Георг Зигизмунд фон Херберщайн (1518 – 1578) и Маргарета фон Пьортшах (* ок. 1520). Сестра му Маргарета († 1605) е омъжена на 6 юни 1588 г. за Георг Андреас фон Хофкирхен († 1623). Полубрат е на Георг Кристоф († 1587), Йохан Бернхард († 1589), Ото Хайнрих († 1594) и Мария Магдалена († 1582), омъжена на 3 август 1581 г. за фрайхер Лудвиг фон Полхайм (1529 – 1608).
Волф Зигмунд е на десет години, когато баща му умира през 1577 г. Той поема богатото господство Гшвент. Той е протестант, следва в университетите в Падуа (1582) и Сиена (1585).
Волф Зигмунд е поканен през 1588 г. на турнир в Линц по случай годежа на приятеля му поета Кристоф фон Шаленберг с Маруш фон Лапиц, и удря шамар на един от гостите, последва дългогодишен процес.
През 1594 г. той става таен съветник на ерцхерцог Матиас, императорски дворцов съветник на император Рудолф II. В тази позиция той е успешен през селското въстание от 1595 – 1596 г. и служи като камерхер при император Матиас. Той остава на служба и при император Фердинанд II.
Волф Зигмунд става отново католик на 6 януари 1622 г. На 25 май 1623 г. е издигнат на имперски граф в Регенсбург. Умира от удар на 19 март 1626 г. на ок. 56 години във Виена. Погребан е във фамилната гробница в капелата „Лозенщайн“ в манастир Гарстен.
След 66 години, през 1692 г., родът Лозенщайн измира по мъжка линия с внукът му епископ, княз (от 1691) Франц Антон фон Лозенщайн-Гшвент (1642 – 1692).

## Фамилия
Първи брак: на 9 февруари 1592 г. в „Лозенщайнската фрайхауз“, Линц, със Сузана фон Рогендорф († 1616, погребана в Гарстен), вдовица на Гундакар фон Щархемберг, дъщеря на Георг Еренрайх фон Рогендорф (1536 – 1590) и Елизабет де Тьобар (1535 – 1589). Те имат седем деца:
- Елизабет (* 1593; † като дете)
- Георг Дитмар (1594 – 1625), женен за Ребека Шрот († 1 август 1659)
- Розина
- Георг Ахац II (* 1597; † 25 ноември 1653, Регенсбург, погребан в Гарстен), граф, императорски оберщалмайстер, 1653 г. рицар на ордена на Златното руно, женен I. за Анна Мария фон Фолкерсдорф († 1619), II. на 16 май 1621 г. за Анна Катарина Зееман цу Мангерн (* 1599; † 21 ноември 1624), III. на 17 януари 1627 г. във Виена за Мария Анна Франциска фон Мансфелд († 8 септември 1654, Виена), дъщеря на Бруно III фон Мансфелд (1576 – 1644), господар на Борнщет, и Мария Манрике де Лара и Мандоза († 1636)[5]; баща на княз (от 1691) Франц Антон фон Лозенщайн-Гшвент (1642 – 1692)
- Сузана (1598 – 1629, Нюрнберг), омъжена на 6 юли 1625 г. в Орт на Дунав за Зигмунд Максимилиан († 1628)
- Ева Кристина
- Регина Кристина (* 1600; † 21 ноември 1647, Олденбург), омъжена на 27 юни 1624 г. за Бернхард фон Пуххайм († 1681)

Втори брак: с Анна фон Щубенберг (1594 – 1624), вдовица на Георг Кристоф фон Лозенщайн (1589 – 1622), дъщеря на Георг фон Щубенберг († 1630) и Барбара Кевенхюлер (1571 – 1618). Бракът е бездетен.